# Doomtrooper
Doomtrooper är ett samlarkortspel konstruerat av Bryan Winter och utgivet av Target Games. Utgavs första gången 1994. Spelet utspelar sig i samma fiktiva värld som rollspelet Mutant Chronicles. Publiceringen av Doomtrooper upphörde 1999. 
Följande expansionerna gavs ut:
- Inquisition
- Warzone
- Mortificator
- Golgotha
- Apocalypse
- Paradise Lost

Det planerades även en expansion vid namn Ragnarok som aldrig gavs ut.